# Arnold Mendelssohn
Arnold Ludwig Mendelssohn (Ratibor, 26 dicembre 1855 – Darmstadt, 18 febbraio 1933) è stato un compositore tedesco.

## Biografia
Nacque a Ratibor, provincia della Slesia, figlio del cugino di Felix Mendelssohn, Wilhelm Mendelssohn (1821-1866) che sposò nel 1854 Louise Aimée Cauer (sorella di Bertha Cauer). Lo stesso Arnold Ludwig sposò nel 1885 la cugina di secondo grado Maria Cauer, figlia di Carl Cauer (fratello di Ludwig Cauer).
Mendelssohn era originariamente un avvocato prima di studiare musica, poi era direttore della musica sacra e professore a Darmstadt. Paul Hindemith era uno dei suoi studenti. Dopo la sua morte le sue opere furono bandite dalla Germania nazista a causa della sua ascendenza ebraica.

## Opere
- Elsi, die seltsame Magd (op. 8), Oper in 2 Aufzügen. Libretto: Hermann Wette; premier 16 April 1896 Stadttheater Köln
- Der Bärenhäuter (op. 11), Oper in 3 Acts. Libretto: Hermann Wette; premiere 9 February 1900 Theater des Westens in Berlin[2]
- Die Minneburg (1904–07), Oper in einem Akt. Libretto: G. von Koch; premiere 1909 in Mannheim

### Registrazioni
- Deutsche Messe op.89 SWR Vokalensemble Stuttgart, Frieder Bernius. Hanssler.
- Geistliche Chormusik op.90,  Berliner Vokalensemble, Bernd Stegmann. Cantate.